# Armand Charles Guilleminot
Armand Charles Guilleminot (Dunkerque, 2 de marzo de 1774 - Baden-Baden, 14 de marzo de 1840) fue un general francés de la Revolución y el Imperio, y también bajo la Restauración borbónica en Francia.

## Biografía
Sirvió por primera vez en Bélgica contra los austriacos en 1790. Fue enviado en 1798 como capitán al Ejército de Italia, donde se convirtió en comandante de batallón.
Adjunto en 1805 al cuartel general del Ejército de Alemania como ingeniero geógrafo, fue ascendido al año siguiente al rango de ayudante-comandante. Sirvió con distinción en los ejércitos de Italia y Cataluña y en el Estado Mayor de la Grande Armée. Se distinguió en la batalla de Medina de Rioseco en España el 14 de julio de 1808, lo que fue reconocido por el propio Napoleón que lo nombró general de brigada el 19 de julio. Pasó el mismo año en el estado mayor del mariscal Bessières en Cataluña. Fue nombrado barón del Imperio el 26 de octubre de 1808, luego fue elevado al rango de general de división el 28 de marzo de 1813, antes de recibir el título de conde del Imperio por decreto imperial del 19 de noviembre de 1813.
Durante la Restauración se le encomendó en 1817 la tarea de fijar, de acuerdo con una comisión alemana y de acuerdo con los tratados de 1814 y 1815, la línea de demarcación de las fronteras orientales francesas. Nombrado miembro de la comisión de defensa del reino en 1818 y director del depósito de guerra en 1822, ayudó a reorganizar este establecimiento. Jefe del Estado Mayor del duque de Angulema en 1823, encabezó con este último la expedición a España ( los llamados Cien Mil Hijos de San Luis ) para restaurar la monarquía absoluta de Fernando VII. Redactó la ordenanza de Andújar que enfureció a los realistas españoles, porque la consideraron demasiado indulgente con los liberales derrotados. Nombrado par de Francia y embajador en Constantinopla, abandonó España para ocupar su puesto.
Bajo la monarquía de Luis Felipe I de Francia se convirtió en presidente de la comisión responsable de establecer la demarcación de las fronteras orientales y miembro de la nueva comisión para la defensa del reino reconstituida en 1836. Murió cuatro años después y está enterrado en el cementerio Père-Lachaise de París.